# Тактический урбанизм

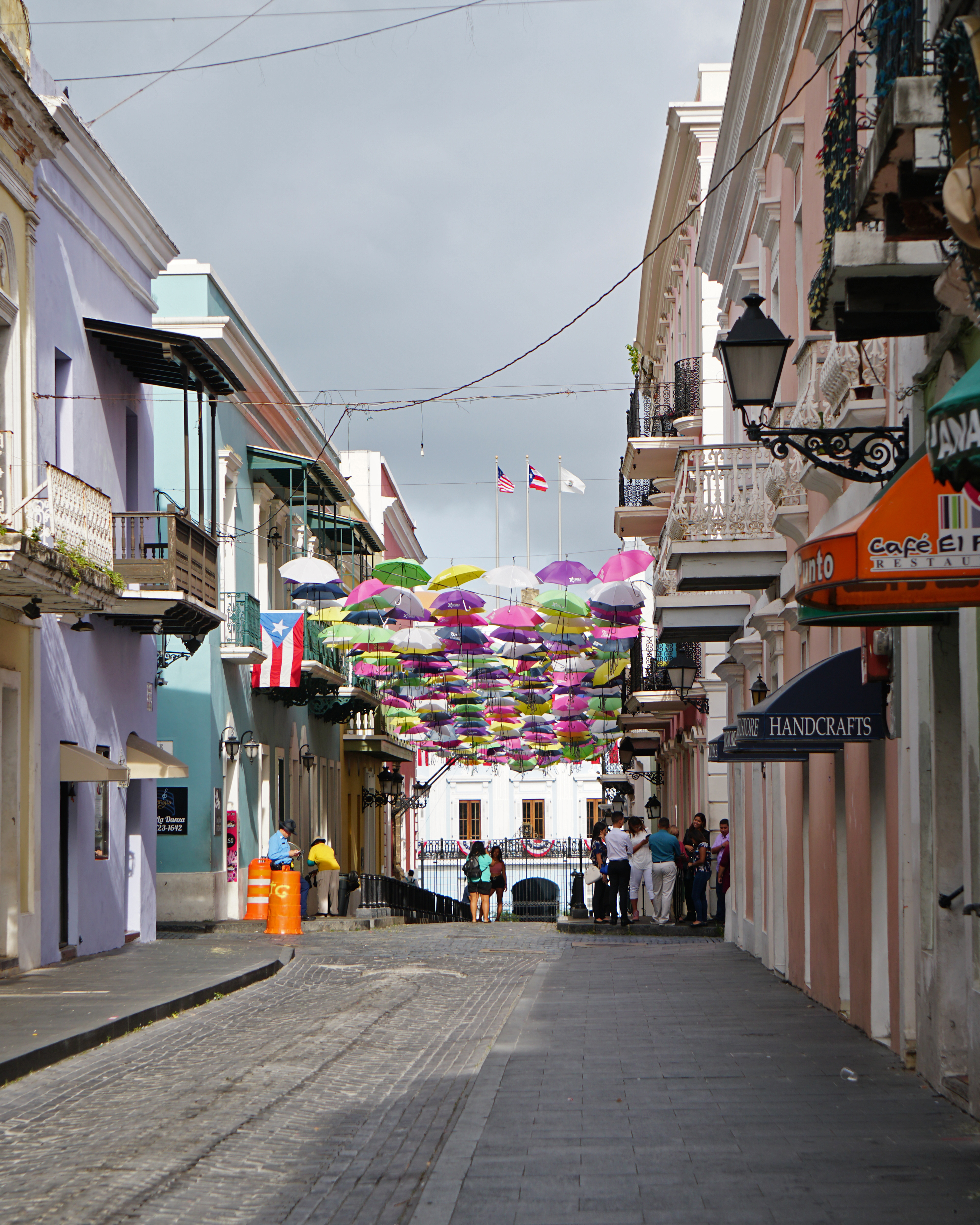
Недорогое уличное украшение и теневое покрытие, Старый Сан-Хуан, Пуэрто-Рико

Тактический урбанизм, также часто называемый партизанским урбанизмом, всплывающим урбанизмом, городским ремонтом, DIY-урбанизмом, планированием на практике, городской акупунктурой и городским прототипированием, представляет собой недорогое временное изменение застроенной среды, обычно в городах, направленное на улучшение местных кварталов и мест скопления людей.
Тактический урбанизм часто осуществляется по инициативе граждан, но может также инициироваться государственными структурами. Временные установки, проводимые местными жителями, часто имеют целью оказать давление на государственные органы с целью установки более постоянной или дорогостоящей версии улучшения.

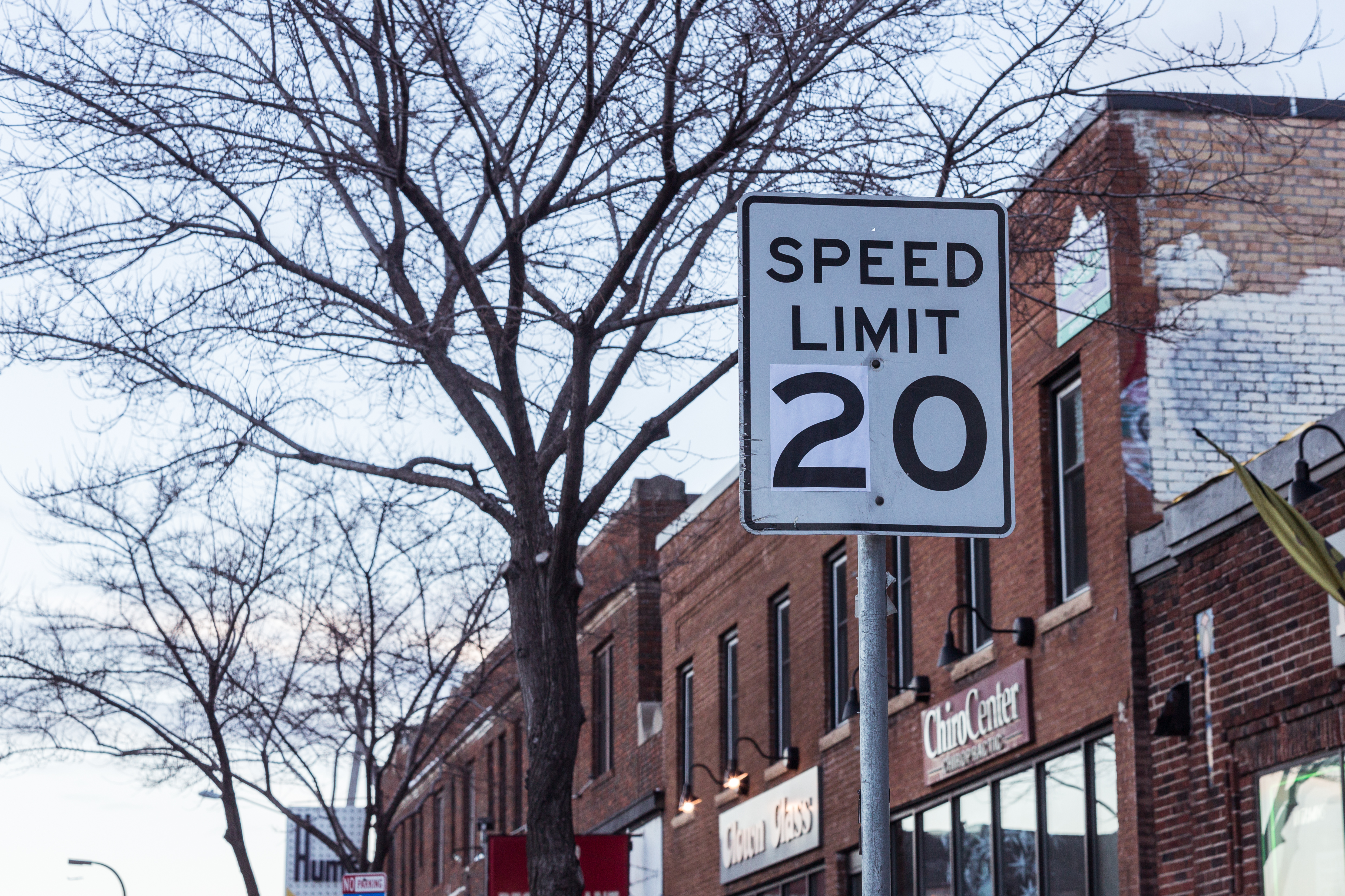
Снижение скоростного режима путем порчи знаков — это форма тактического урбанизма

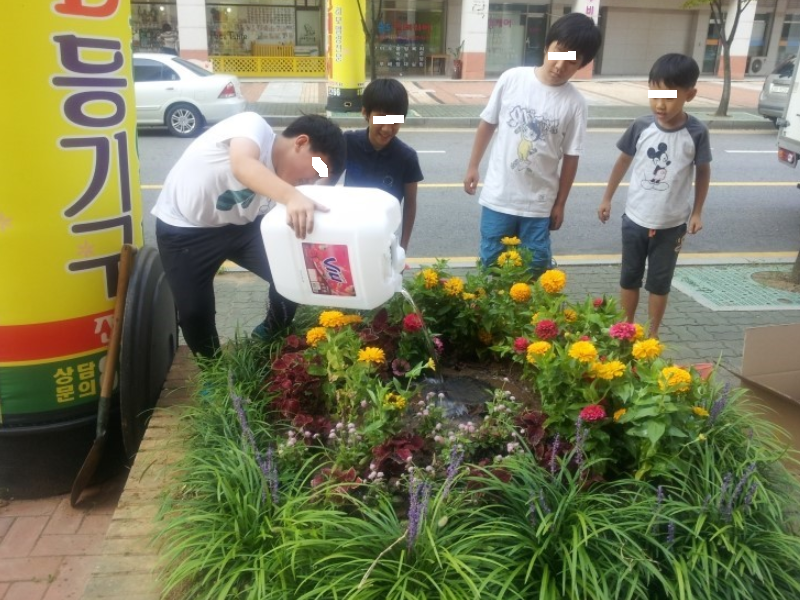
Партизанское садоводство в Инчхоне, Корея

Термин был популярен примерно в 2010 году для обозначения ряда существующих методов. Street Plans Collaborative определяет «тактический урбанизм» как подход к городским изменениям, который характеризуется следующими пятью характеристиками:
1. Продуманный, поэтапный подход к инициированию изменений;
2. Предложение локальных решений для проблем местного планирования;
3. Краткосрочные обязательства как первый шаг к долгосрочным изменениям;
4. Низкий риск с потенциально высокой выгодой; и
5. Развитие социального капитала между гражданами и наращивание организационного потенциала между государственными и частными учреждениями, некоммерческими организациями и их избирателями.

Хотя в английском переводе «Практики повседневной жизни» 1984 года французского автора Мишеля де Серто использовался термин «тактический урбанизм»,  он относился к событиям, произошедшим в Париже в 1968 году; «тактический урбанизм», описанный Серто, противостоял «стратегическому урбанизму», который современные концепции тактического урбанизма, как правило, не различают. Современное значение термина приписывают нью-йоркскому городскому планировщику Майку Лайдону.
В проекте общественных пространств используется фраза «Легче, быстрее, дешевле», придуманная городским дизайнером Эриком Рейнольдсом, для описания того же базового подхода, который выражает тактический урбанизм.

## Источник

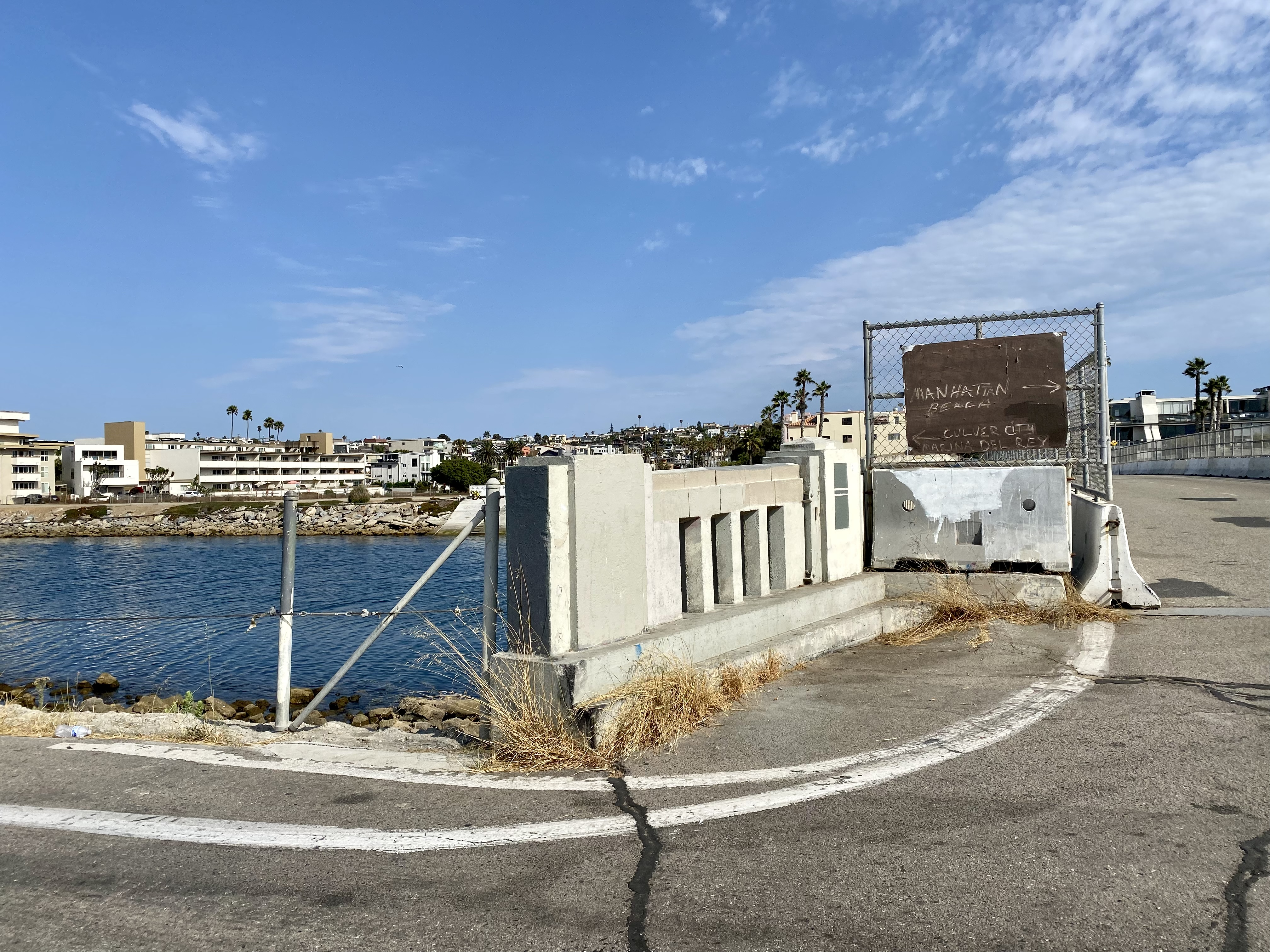
Рукописные навигационные указатели — это разновидность тактического урбанизма.

Тактическое урбанистическое движение черпает вдохновение из городских экспериментов, включая Цикловию, Париж-Пляж,  и введение площадей и пешеходных зон в Нью-Йорке во время пребывания Джанетт Садик-Хан на посту комиссара Департамента транспорта Нью-Йорка . 
Тактический урбанизм официально оформился как движение после встречи группы "Следующее поколение новых урбанистов" (CNU NextGen) в ноябре 2010 года в Новом Орлеане. Движущая сила движения заключается в том, чтобы вернуть людям ответственность за создание экологически чистых зданий, улиц, кварталов и городов. После встречи группа из NextGen разработала проект с открытым исходным кодом под названием "Тактический урбанизм: краткосрочные действия | долгосрочные изменения", целью которого является определение тактического урбанизма и продвижение различных мероприятий по улучшению городского дизайна и продвижению позитивных изменений в районах и сообществах.[10]

## Примеры
В Гонолулу, Гавайи, зафиксирован один из самых высоких показателей смертности среди пешеходов в Соединенных Штатах (Вонг, 2012).  Многие из самых загруженных перекрестков отражают городские стандарты прошлых лет без каких-либо изменений, поскольку количество транспортных средств и соответствующая скорость существенно изменились. Некоторые жители решили занять четкую позицию в 2014 году. На пешеходном переходе одного из этих оживленных перекрестков жители изменили линии разметки таким образом, что они образовали слово «Алоха» — традиционное гавайское приветствие. В то время как жители пытались привнести в опасное место определенный уровень гуманности, городские власти заявили, что это изменение было «отклонением от стандарта». 
Весной 2016 года в Чикаго на перекрестке установили уникальный знак «Поворот направо запрещен». Чтобы привлечь внимание к этой новой ситуации, неизвестный установил на пешеходном переходе два небольших ящика для рассады с цветущими растениями. Многие отреагировали положительно, в то время как местные предприятия выразили обеспокоенность изменением схемы движения и его влиянием на их бизнес. 

## Виды вмешательств

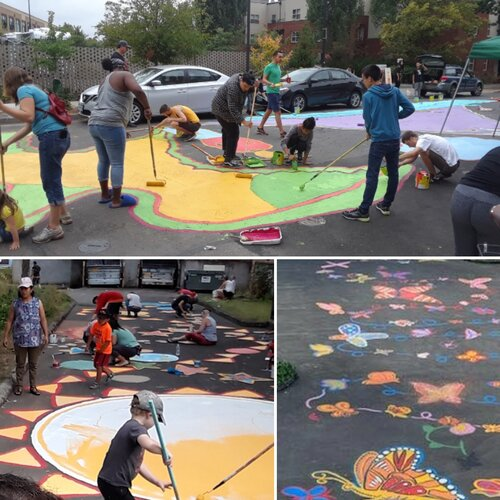
Уличная живопись проекта Ζωγραφιά City RePAIR Project

Проекты тактического урбанизма существенно различаются по масштабу, размеру, бюджету, законности и поддержке. Проекты часто начинаются как инициативы низового уровня и распространяются на другие города, а в некоторых случаях впоследствии принимаются муниципальными органами власти в качестве передовой практики. Ниже перечислены некоторые распространенные вмешательства:

### Улучшение общественных пространств

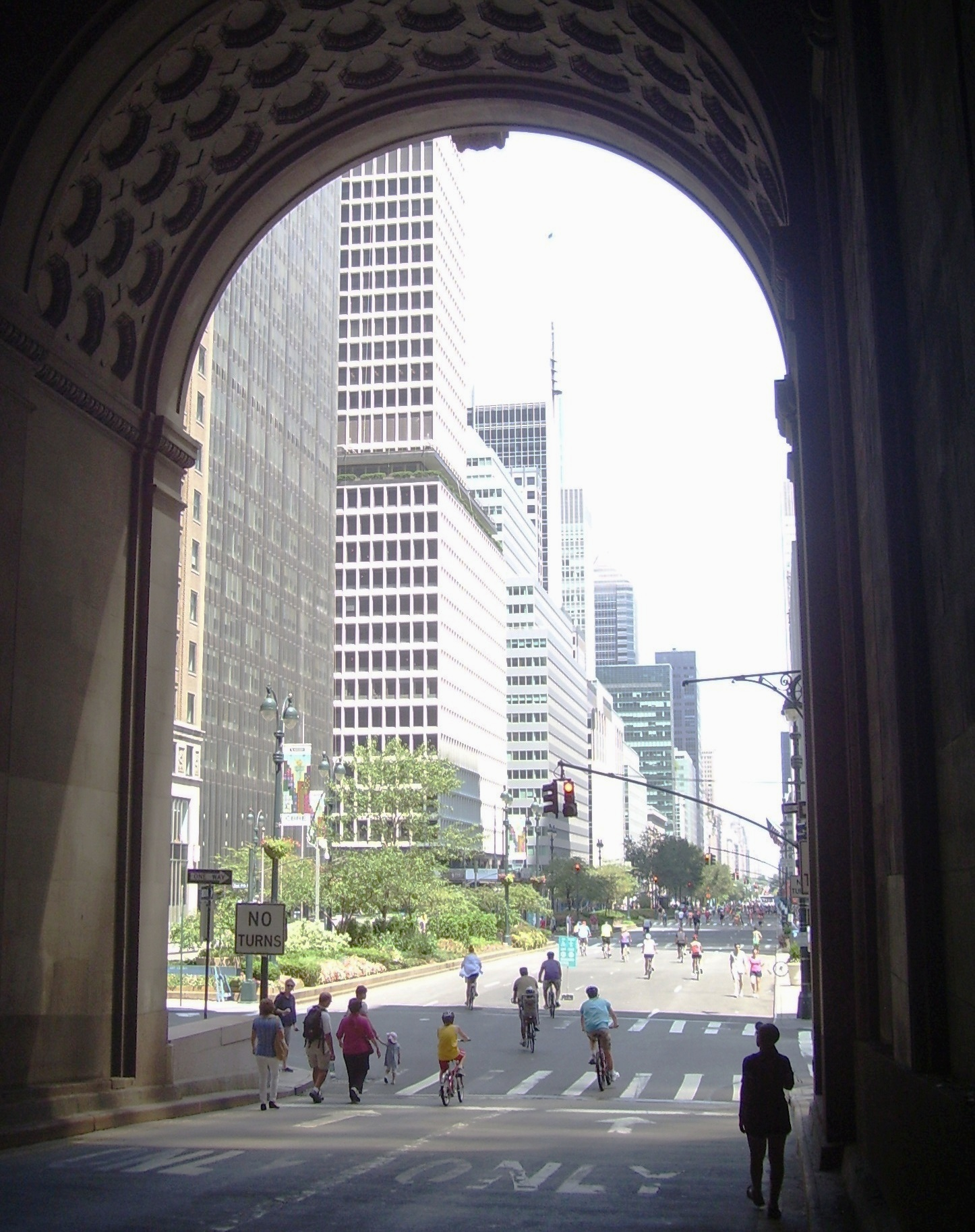
Летние улицы Нью-Йорка, виадук Парк-авеню

- Инициативы по улучшению условий: Временное преобразование торговых улиц с использованием дешевых или пожертвованных материалов и волонтеров. Пространства преобразуются за счет установки тележек с едой, столиков на тротуарах, временных велосипедных дорожек и сужения улиц; [11]
- Бомбардировка стульев: процесс изъятия пригодных для утилизации материалов и использования их для строительства общественных мест для сидения. Стулья размещаются в местах, где либо тихо, либо нет удобных мест для сидения. [12]
- Тележки/фургоны с едой: тележки и фургоны с едой используются для привлечения людей в малоиспользуемые общественные места и предлагают предпринимателям возможности для развития малого бизнеса;
- Открытые улицы: временно обеспечить безопасные места для прогулок, езды на велосипеде, катания на роликах и общественных мероприятий; содействовать местному экономическому развитию; и повышать осведомленность о влиянии автомобилей на городское пространство. «Open Streets» — англизированный термин южноамериканского «Ciclovia», который возник в Боготе.
- День парковки: ежегодное мероприятие, в ходе которого уличные парковки превращаются в парковые зоны. [13] [14] День парковки был инициирован в 2005 году студией дизайна и искусства Rebar;
- От тротуаров до площадей: популярный в Нью-Йорке проект «От тротуаров до площадей» подразумевает преобразование пространства на улицах в пригодное для использования общественное пространство. Закрытие Таймс-сквер для движения транспорта и ее недорогое преобразование в пешеходную площадь является ярким примером площади с тротуаром; [15] [16]
- Временные кафе: временные патио или террасы, построенные на парковочных местах, чтобы обеспечить дополнительные места для посетителей близлежащего кафе или прохожих. Чаще всего встречается в городах, где тротуары узкие и где нет места для зон отдыха или приема пищи на открытом воздухе;
- Временные парки: Временное или постоянное преобразование малоиспользуемых пространств в места встреч сообщества посредством благоустройства;
- Pop-up розничная торговля : временные розничные магазины, которые открываются в пустующих магазинах или на территории пустующей недвижимости.

### Инфраструктура

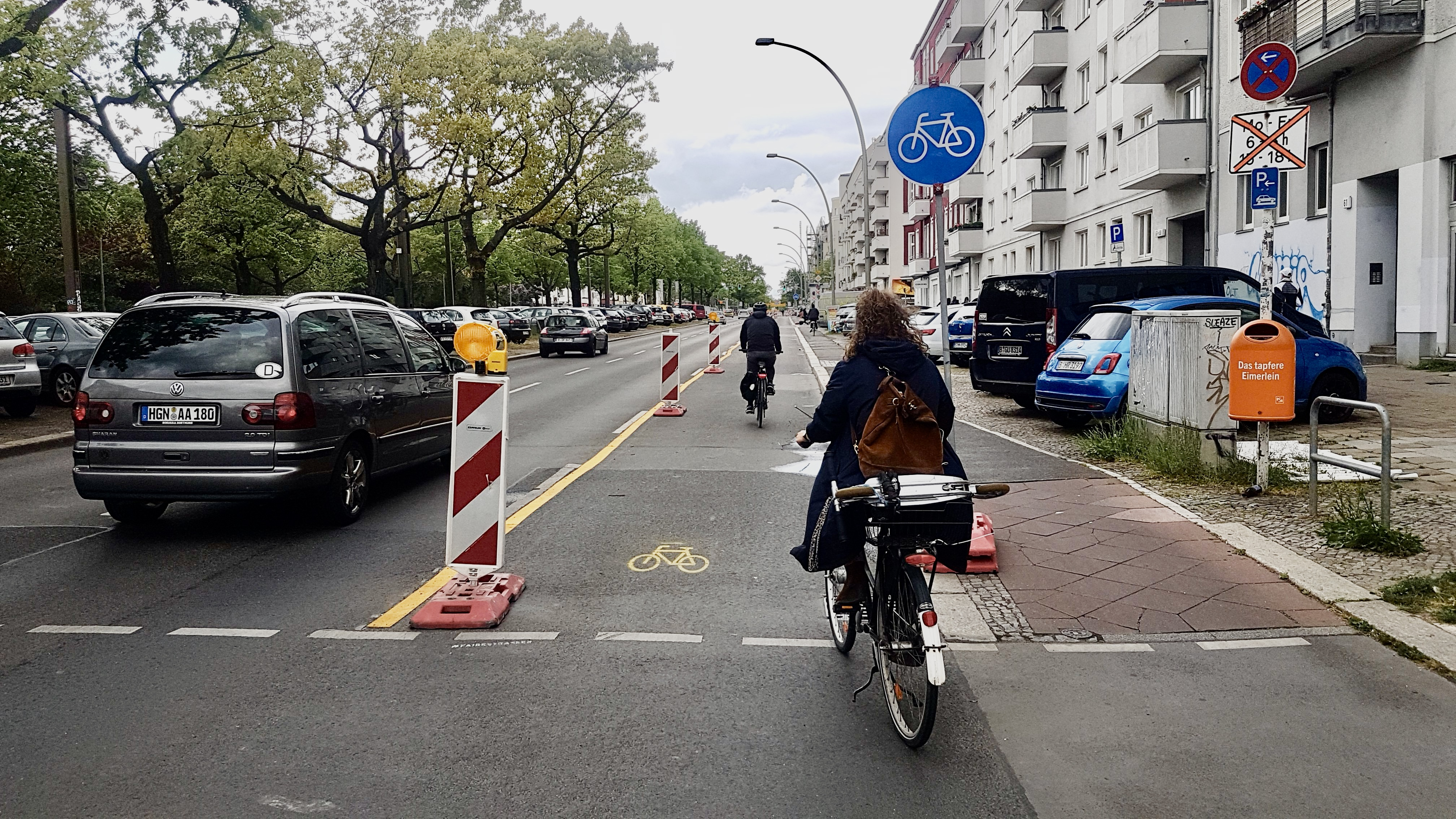
Всплывающая велодорожка, Берлин, апрель 2020 г.

- Разметка пешеходных переходов: партизанские пешеходные переходы — это разметка, нарисованная местными жителями на дорогах и перекрестках, где городские власти не обеспечили обозначенный пешеходный переход; [17] [4]
- Практичные пешеходные дорожки: тропы желаний — это пешеходные дорожки или другие пути, которые формируются в результате естественного использования, а не тропы, предназначенные для использования людьми в городских условиях. Некоторые из этих троп впоследствии улучшаются или заасфальтируются, чтобы сделать путь к определенному месту назначения более удобным.
- Защищенные велосипедные дорожки: Раздвижные велосипедные дорожки обычно создаются путем размещения растений в горшках или других физических барьеров, чтобы сделать размеченные велосипедные дорожки более безопасными. Иногда велосипедная дорожка отсутствует, и единственным ограничителем является физическая защита.

### Удаление
- Снятие ограждений: процесс удаления ненужных ограждений с целью устранения барьеров между соседями, украшения общин и поощрения строительства общин; [18]
- Удаление покрытия: процесс удаления ненужного покрытия с целью превращения подъездных путей и парковок в зеленые зоны, позволяющие впитывать дождевую воду и украшать окрестности; [19]
- Саботаж враждебной архитектуры: акт препятствования, порчи или удаления враждебной архитектуры, обычно шипов или подлокотников для борьбы с бездомностью, с целью подорвать их предполагаемый эффект, часто в знак протеста против законодательства, направленного против бездомности . Эти действия в частности часто считаются актами вандализма . [20] [21]

### Природа

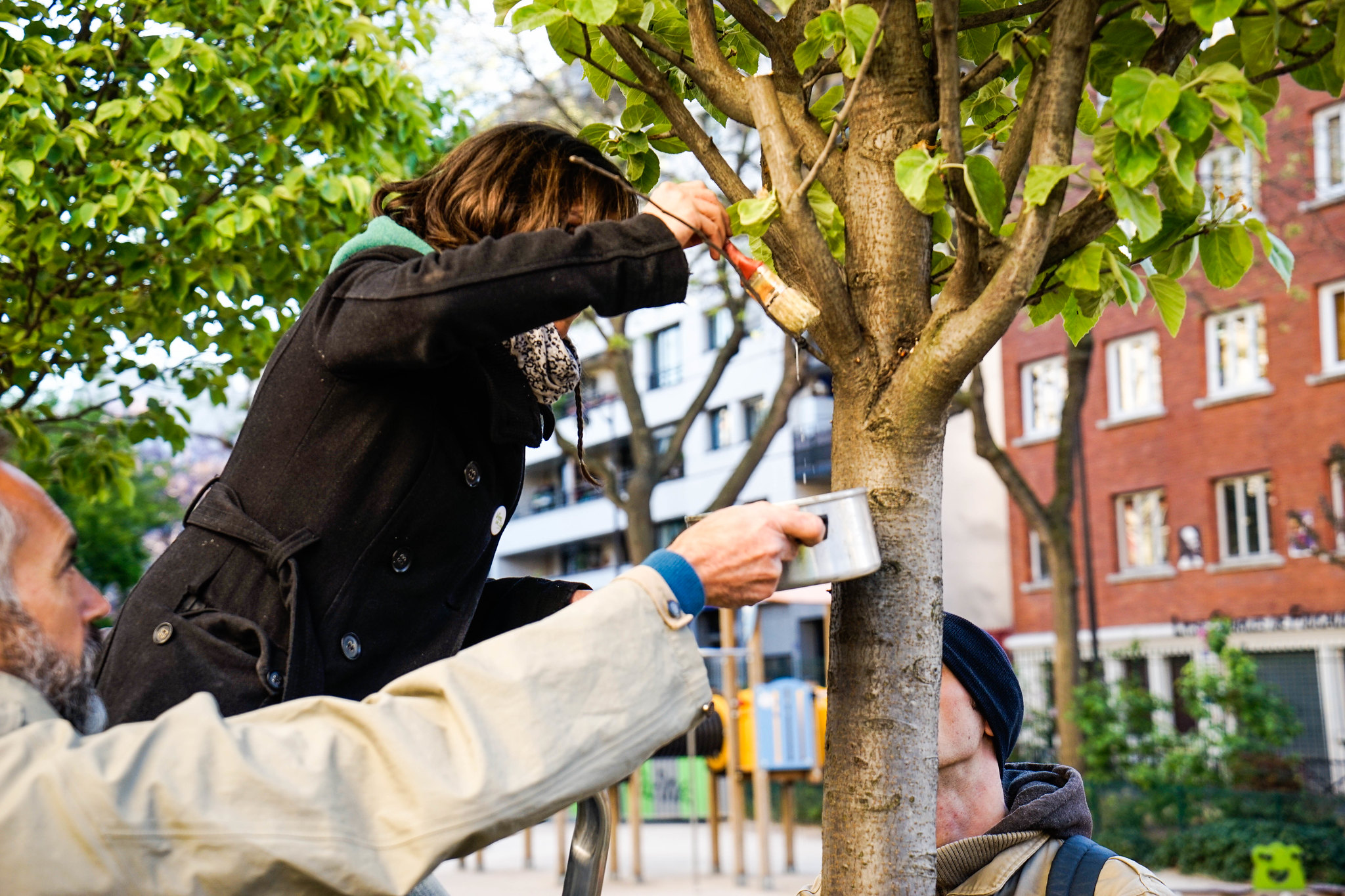
Партизанская прививка

- Партизанское садоводство: обработка земель, на использование которых садоводы не имеют законных прав, например, заброшенные участки, неухоженные территории или частная собственность;

- Партизанская прививка: прививка плодоносящих ветвей на стерильные уличные деревья для создания съедобного города.